# Psaume 93 (92)

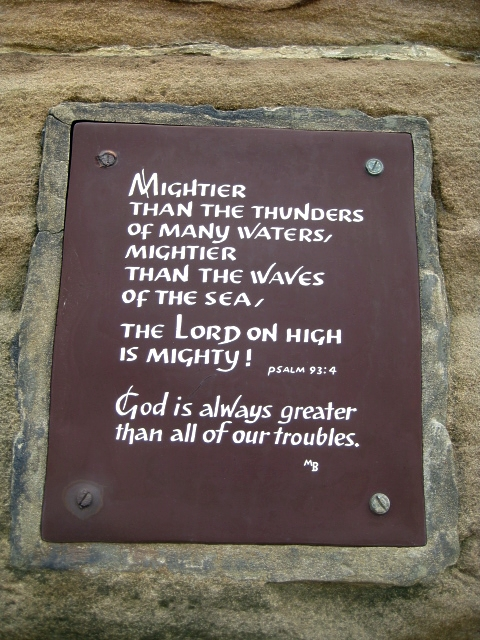
Le verset 4 du psaume 93 en anglais, sur une plaque apposée à un phare au Royaume-Uni.

Le psaume 93 (92 selon la numérotation grecque) est attribué à David. Il est le premier des psaumes royaux, qui s’étendent jusqu’au psaume 99. Le titre du psaume indique qu’il était fait pour être chanté le jour précédant le sabbat (vendredi).

## Texte
| verset | original hébreu                                             | traduction française de Louis Segond                                                                                                   | Vulgate latine |
| ------ | ----------------------------------------------------------- | --- | --- |
| 1      | יְהוָה מָלָךְ, גֵּאוּת לָבֵשׁ:לָבֵשׁ יְהוָה, עֹז הִתְאַזָּר; אַף-תִּכּוֹן תֵּבֵל, בַּל-תִּמּוֹט | L’Éternel règne, il est revêtu de majesté, l’Éternel est revêtu, il est ceint de force. Aussi le monde est ferme, il ne chancelle pas. | [Laus cantici David] [in die ante sabbatum quando] Inhabitata est terra Dominus regnavit decore indutus est indutus est Dominus fortitudine et praecinxit se etenim firmavit orbem terrae qui non commovebitur |
| 2      | נָכוֹן כִּסְאֲךָ מֵאָז; מֵעוֹלָם אָתָּה                                    | Ton trône est établi dès les temps anciens ; tu existes de toute éternité.                                                             | Parata sedis tua ex tunc a saeculo tu es |
| 3      | נָשְׂאוּ נְהָרוֹת, יְהוָה--נָשְׂאוּ נְהָרוֹת קוֹלָם; יִשְׂאוּ נְהָרוֹת דָּכְיָם          | Les fleuves élèvent, ô Éternel ! Les fleuves élèvent leur voix, les fleuves élèvent leurs ondes retentissantes.                        | Elevaverunt flumina Domine elevaverunt flumina vocem suam elevabunt flumina fluctus suos |
| 4      | מִקֹּלוֹת, מַיִם רַבִּים--אַדִּירִים מִשְׁבְּרֵי-יָם; אַדִּיר בַּמָּרוֹם יְהוָה           | Plus que la voix des grandes, des puissantes eaux, des flots impétueux de la mer, l’Éternel est puissant dans les lieux célestes.      | A vocibus aquarum multarum mirabiles elationes maris mirabilis in altis Dominus |
| 5      | עֵדֹתֶיךָ, נֶאֶמְנוּ מְאֹד--לְבֵיתְךָ נַאֲוָה-קֹדֶשׁ: יְהוָה, לְאֹרֶךְ יָמִים           | Tes témoignages sont entièrement véritables ; la sainteté convient à ta maison, ô Éternel ! pour toute la durée des temps.             | Testimonia tua credibilia facta sunt nimis domum tuam decet sanctitudo Domine in longitudine dierum |

## Usages liturgiques

### Dans le judaïsme
Le psaume 93 est adapté au vendredi. Il fait partie des prières juives du shabbat, notamment les zemirot, Yom Tov et Hoshana Rabbah. Le premier verset de ce psaume se retrouve dans la mishna tamid et dans la amidah de Rosh Hashanah.

### Dans le christianisme

#### Chez les catholiques
Selon la règle de saint Benoît fixée vers 530, ce psaume était traditionnellement exécuté auprès des monastères, lors de la célébration de matines du vendredi,. Toutefois, le psaume 93 (92) était également et surtout chanté pour l'office de laudes du dimanche, en raison de la mémoire d'une création nouvelle par Jésus-Christ, de sorte que le péché venu après la première création soit conquis et que le règne de Dieu soit rétabli.
De même, d'après la liturgie des Heures actuelle, le psaume 93 est récité ou chanté aux laudes du dimanche de la troisième semaine. Dans la liturgie de la messe, il est lu pour la fête du Christ Roi et le 34e dimanche du temps ordinaire de l’année B.

## Musique
Jean-Joseph Cassanéa de Mondonville, grand motet "Dominus regnavit" (1734)